# Cimetière de Saint-Jean-Saverne
Le cimetière de Saint-Jean-Saverne est un monument historique situé à Saint-Jean-Saverne, dans le département français du Bas-Rhin.

## Localisation
Ces constructions sont situées à Saint-Jean-Saverne.

## Historique
Le calvaire du cimetière fait l'objet d'une inscription au titre des monuments historiques depuis 1937.